# 我孫子市鳥の博物館
我孫子市鳥の博物館（あびこしとりのはくぶつかん、英語: Abiko City Museum of Birds）は、千葉県我孫子市が運営する博物館である。所管は、我孫子市教育委員会生涯学習部鳥の博物館。
山階鳥類研究所が1984年（昭和59年）、我孫子市に移転したことをきっかけである。
1988年（昭和63年）に設計を開始し、隣接地に1990年（平成2年）5月20日に開館した。
両者の関係は深いが別団体である。すなわち同研究所は民間団体であり、鳥の博物館は市立である。日本で唯一、鳥類について総合的に研究・展示する博物館である。通称、鳥博（とりはく）。手賀沼のほとりにある。「人と鳥の共存を目指して (Harmony among Birds and People!) 」というメッセージを掲げているている。最近では、フィールドミュージアムを標榜し、自然観察会「あびこ自然観察隊」や、手賀沼周辺での定例探鳥会（毎月第二土曜日）「てがたん」を実施している。

## 概要

### 開館日
- 1990年（平成2年）5月20日[3][4]

### 住所
- 千葉県我孫子市高野山234-3

### 開館日及び時間
- 午前9時30分 - 午後4時30分

### 休館日
- 月曜日（月曜が祝日の場合は翌平日を休館とする）。
- 年末年始（12月28日 - 31日、1月2日 - 3日）。1月1日は開館。
- 館内整理日

### 入館料
入館料は、一般が300円、高校生・大学生が200円で、下記の場合は入館料が免除される。
- 70歳以上の人。
- 中学生以下の人。
- 障害者基本法第2条に規定する心身障害者、およびその介助者・引率者1名。

また、下記の日は入館無料となる。
- 5月第2日曜日：Enjoy手賀沼
- 5月18日：国際博物館の日
- 5月22日：鳥の博物館開館記念日
- 6月15日：千葉県民の日
- 11月第1土曜日、翌日曜：ジャパン・バードフェスティバル

20名以上の団体で利用する場合、事前に電話予約をすることで1人につき240円に割引される。
白樺文学館と杉村楚人冠記念館との3館共通券があり、一般は500円、高校生・大学生は400円で販売されている。

## 主な施設・設備
- 常設展示室
- 企画展示室
- 体験学習室
- 鳥の資料室（図書・映像）
- 講堂
- ミュージアム・ショップ（バードコールなどの販売）
- 展望テラス
- 車椅子
- ベビーカート
- 小荷物ロッカー
- 水飲場
- トイレ

代表的な展示物は、トキなどの大型鳥類からマメハチドリのような小鳥に至るまで約270点の剥製、絶滅した世界一の巨鳥・エピオルニスの卵、始祖鳥の化石レプリカ、約500万年前の羽毛化石などである。手賀沼の自然を模したジオラマ、世界の鳥の展示コーナー、パソコンで我孫子の自然と鳥のあれこれについて学べるQ&Aコーナーなどがある。

## 設立経緯
当施設の設置目的は、「人にたいへん身近な鳥への関心を高め、その保護意識を通じて、自然保護、緑の創造、さらには市のシンボルである手賀沼の浄化へと市民意識の高揚をはかりたい。」（鳥の博物館基本構想）ということにあった。すなわち、その発端には、1970年代から水質汚濁が著しく進行していた手賀沼の浄化の願いがあり、その普及啓蒙を意図して山階鳥類研究所を誘致したことが出発点であった。
例えば我孫子市鳥の博物館自身の文書によれば、「この背景には、ここ10年来、全国の湖沼の水質ワースト1になっている手賀沼の汚濁の問題があった。(中略)……市民の手賀沼浄化への願いが高まってきた。この願いに応えるため、まず、鳥類を通じた自然保護活動でも知られる（財）山階鳥類研究所の誘致が決まった。さらに、同研究所の強力（原文ママ）を得て、市民が鳥に関する情報を気軽に得ることができる施設「我孫子市鳥の博物館」が設置された。」のである。
また1985年当時の我孫子市長であった渡辺藤正は、山階鳥類研究所移転の際の祝辞で「市では、これを機に広く一般市民に開放できる鳥類展示館の建設や「市の鳥」制度を進めてまいる考えでおりますので……」と述べている。
一方、山階鳥類研究所側の考えとして、創立者の山階芳麿が年来、鳥の博物館を建設する夢を持っていたこと挙げられる。　
このように鳥の博物館は、山階鳥類研究所の移転をきっかけに建設されたものだが、上記の渡辺藤正のコメントにもあるように、当初は同研究所の標本を展示する施設として構想されていたもので、後に独立した市立博物館構想に変わっていった。
このような経緯から、鳥の博物館の構想策定や建設にあたっては山階鳥類研究所が広範な協力をしている。同研究所の複数の職員が委嘱を受けて「我孫子市鳥の博物館建設委員会」「我孫子市鳥の博物館協議会」に参加した他、鳥類に関する基礎的資料の提供、展示に関するアドバイス、展示標本の収集と制作などを行った。また、開館当初の館長を所長である黒田長久が兼務した。

## 交通

### 鉄道
- JR常磐線我孫子駅から路線バス「市役所」下車、徒歩5分。または、土休日に限り我孫子駅・天王台駅からバス運行「鳥の博物館前」下車。
- JR成田線東我孫子駅からタクシーで約8分、徒歩約25分。

### 自動車
- 常磐自動車道柏インターチェンジから国道16号を千葉市方面へ大島田交差点（柏市内）左折（千葉方面からは大島田交差点を右折し）から千葉県道8号船橋我孫子線（船橋取手線）、手賀沼大橋を渡り右折。
- 一般道
  - 東京方面から国道6号、電力中央研究所を過ぎ、千葉・船橋方面を直進。我孫子市役所入口を過ぎ、手賀沼大橋手前若松の交差点を左折。
  - 茨城県取手市方面から、国道6号大利根橋を渡り我孫子市内へ入る。我孫子警察署を過ぎ、千葉・船橋方面を直進。我孫子市役所入口を過ぎ、手賀沼大橋手前若松の交差点を左折。